# Rudolf Diesel
Pour les articles homonymes, voir Diesel.
Rudolf Christian Karl Diesel en allemand : [ˈʁuːdɔlf ˈkʁɪstjan ˈkaʁl ˈdiːzəl]) est un ingénieur allemand, né le 18 mars 1858 à Paris et disparu dans la nuit du 29 au 30 septembre 1913 lors d'une traversée de la mer du Nord.
Rudolf Diesel est l'inventeur du moteur à combustion interne portant son nom, conçu pour fonctionner avec de l'huile végétale et non avec du gazole. Diesel nomma initialement ce moteur, le « moteur à l'huile ».
Rudolf Diesel est également un grand ingénieur thermicien, un connaisseur des arts, un linguiste et un théoricien social. Les inventions de Diesel ont trois points communs : elles portent sur le transfert de chaleur par des procédés physiques naturels ou des lois, sont empreintes d'une forte marque créatrice de conception mécanique, et elles ont d'abord été motivées par l'inventeur du concept sociologique de besoin. Le moteur Diesel fut conçu à l'origine comme une installation facilement adaptable aux coûts d'utilisation des combustibles disponibles localement, afin de permettre aux artisans indépendants de mieux supporter la concurrence des grandes industries, à cette époque pratiquement monopolisées par la principale source d'énergie : le charbon, le carburant du moteur à vapeur.
Rudolf Diesel disparaît mystérieusement en mer alors qu'il traverse la mer du Nord à bord du paquebot Dresden, entre Anvers et Harwich, quelques mois avant le déclenchement de la Première Guerre mondiale.

## Biographie

### Enfance et études

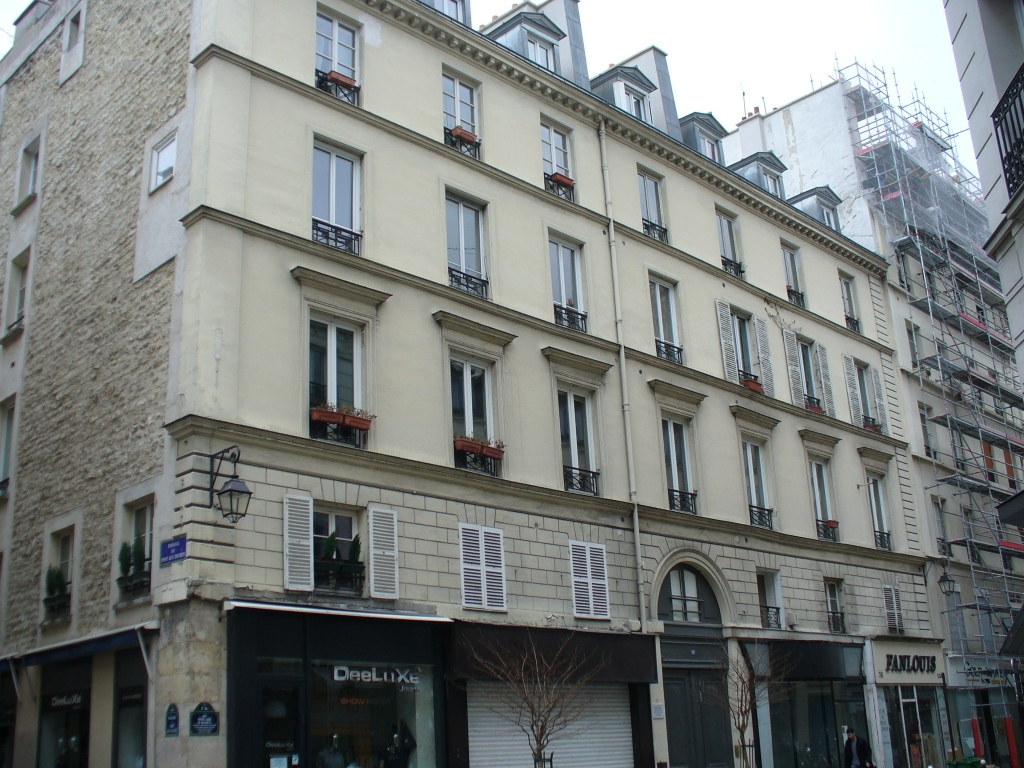
Maison natale sise
38 rue Notre-Dame-de-Nazareth
(Paris 3e).

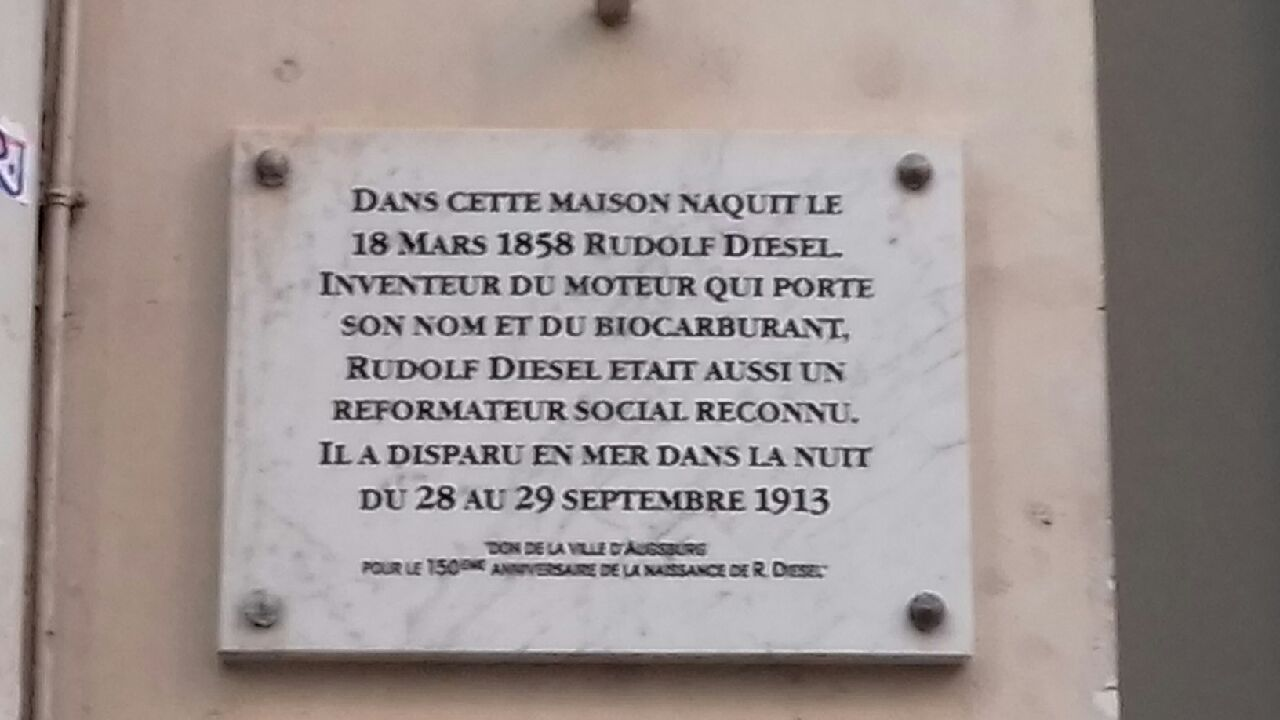
Plaque commémorative
38 rue Notre-Dame-de-Nazareth.

Rudolf Diesel (« Rodolphe Chrétien Charles » pour l'état civil français) est né à Paris en France, au 38 rue Notre-Dame-de-Nazareth en 1858, le deuxième d'une fratrie de trois enfants : Louise l'aînée, Rudolf et Emma. Ses parents sont des immigrés allemands vivant en France. Théodor Diesel, un relieur de métier, avait quitté sa ville natale d'Augsbourg, en 1848.
Le jeune Diesel passe les premières années de sa vie en France, mais à la suite de la déclaration de guerre française, qui déclenche la guerre franco-prussienne en 1870, sa famille doit fuir à Londres. À l'âge de 12 ans, Rudolf est renvoyé par sa mère vivre à Augsbourg, dans sa famille chez son oncle et sa tante, Barbara et Christoph Barnickel pour qu'il puisse suivre en allemand la Königliche Kreis-Gewerbsschule, où son oncle enseigne les mathématiques.
À l'âge de 14 ans, Rudolf écrit à ses parents pour leur signifier son envie de devenir ingénieur. Après avoir terminé son éducation primaire en tête de sa classe en 1873, il s'inscrit à la récente École industrielle d'Augsbourg. Plus tard, en 1875, il reçoit une bourse de mérite du Königliches Polytechnikum de Munich, où il accepte d'entrer contre la volonté de ses parents qui préfèrent qu'il commence à gagner sa vie. Diesel n'est pas en mesure d'obtenir son diplôme en juillet 1879 en raison d'une crise de fièvre typhoïde. S'il attend la prochaine date d'examen, il rassemble néanmoins l'expérience pratique en génie mécanique à la Maschinenfabrik Gebrüder Sulzer à Winterthour, en Suisse. Diesel est ainsi diplômé avec les plus hautes distinctions de son maître d'étude de Munich.
Auréolé de diplômes suisse et allemand, il aide son ancien professeur Carl von Linde à la conception et la construction d'un moyen moderne de réfrigération. En 1880, Rudolf Diesel obtient un poste d'ingénieur dans une usine parisienne de machines frigorifiques utilisant le procédé Von Linde et en devient le directeur un an plus tard.

### Carrière et recherches
En 1883, Diesel, marié à Martha Flasche, continue d'œuvrer en faveur de von Linde, remportant de nombreux brevets en Allemagne et en Suisse.
Au début de 1890, Diesel déménage avec son épouse et leurs trois enfants, Rudolf junior, Heddy et Eugen, à Berlin pour assumer la gestion de Carl von Linde sur les sociétés de recherche et développement, et adhère à plusieurs autres conseils d'administration. N'étant pas autorisé à utiliser les brevets développés avec Carl von Linde, Rudolf Diesel cherche à développer de nouvelles idées dans un domaine extérieur à celui de la réfrigération. Il se tourne tout d'abord vers la vapeur : ses recherches sur l'efficacité énergétique l'amènent à construire une machine à vapeur au moyen de vapeurs d'ammoniac. Lors d'essais, cette machine explose, provoquant des blessures et de nombreux mois d'hôpital, des problèmes de santé et de vision.
Il commence également à concevoir un moteur basé sur le cycle de Carnot où le processus de travail pour les moteurs à combustion interne est caractérisé par le fait que dans un cylindre, le piston de travail comprime de l'air pur ou un autre gaz inerte (ou de la vapeur) avec de l'air pur à un point tel que la température résultante est bien supérieure à la température d'allumage du carburant à utiliser, après quoi l'alimentation en carburant à partir du point mort s'effectue si progressivement que la combustion due à la poussée du piston et la dilatation provoquée par celui-ci.
L'industrialisation naissante utilisait au XIXe siècle des machines à vapeur coûteuses, il souhaite alors offrir aux petits indépendants une machine efficace et fiable fonctionnant avec les huiles végétales. L'ingénieur en effet s'est mis en tête de faire fonctionner un moteur non pas avec du pétrole, du charbon ou du goudron, mais avec un matériau plus accessible.
Le 28 février 1892, Rudolf Diesel reçoit un brevet pour un moteur à auto-allumage. Six ans après la démonstration de Karl Benz d'un véhicule motorisé à l'essence de pétrole, l'ingénieur en mécanique de 34 ans Rudolf Diesel s'était fait protéger par l'Office impérial des brevets le 28 février 1892 pour le processus de travail et le type de conception pour moteurs à combustion interne » (DRP 67207). À côté du moteur Otto traditionnel, ce nouveau cycle est aujourd'hui connu sous le nom de « moteur Diesel ».
Ce type de moteur breveté en 1892 devient aussi répandu que ceux fonctionnant au charbon ou à l’essence de pétrole. Un tel moteur à allumage par compression tourne comme une horloge et décroche le grand prix de l'Exposition universelle de 1900.
Après l'invention de l'automobile en 1887 par Gottlieb Daimler, Rudolf Diesel publie en 1893 un traité intitulé Theorie und Konstruktion eines rationellen Wärmemotors zum Ersatz der Dampfmaschinen und der heute bekannten Verbrennungsmotoren (De la théorie et de la construction rationnelle d'un moteur thermique pour remplacer la machine à vapeur et moteurs à combustion connus aujourd'hui) théorisant le fonctionnement du moteur Diesel.
La firme suisse Sulzer crée en 1897 un premier prototype d'un moteur diesel et en 1898, le premier moteur diesel de la marque est développé en coopération avec Rudolf Diesel, qui va supplanter graduellement le moteur à vapeur. Aujourd'hui, le nom Diesel est de notoriété publique. Le type de moteur développé par Diesel et le carburant qui porte son nom ont fait de ce nom une partie du discours quotidien. Avec son invention, Diesel a révolutionné la construction des moteurs. L'ingénieur pensait tout d'abord l'utiliser dans l'artisanat et les petites entreprises, mais sa découverte a avant tout modifié l'ingénierie de la circulation. Aujourd'hui, le moteur diesel fait partie intégrante du transport routier et ferroviaire.

### Motoriste

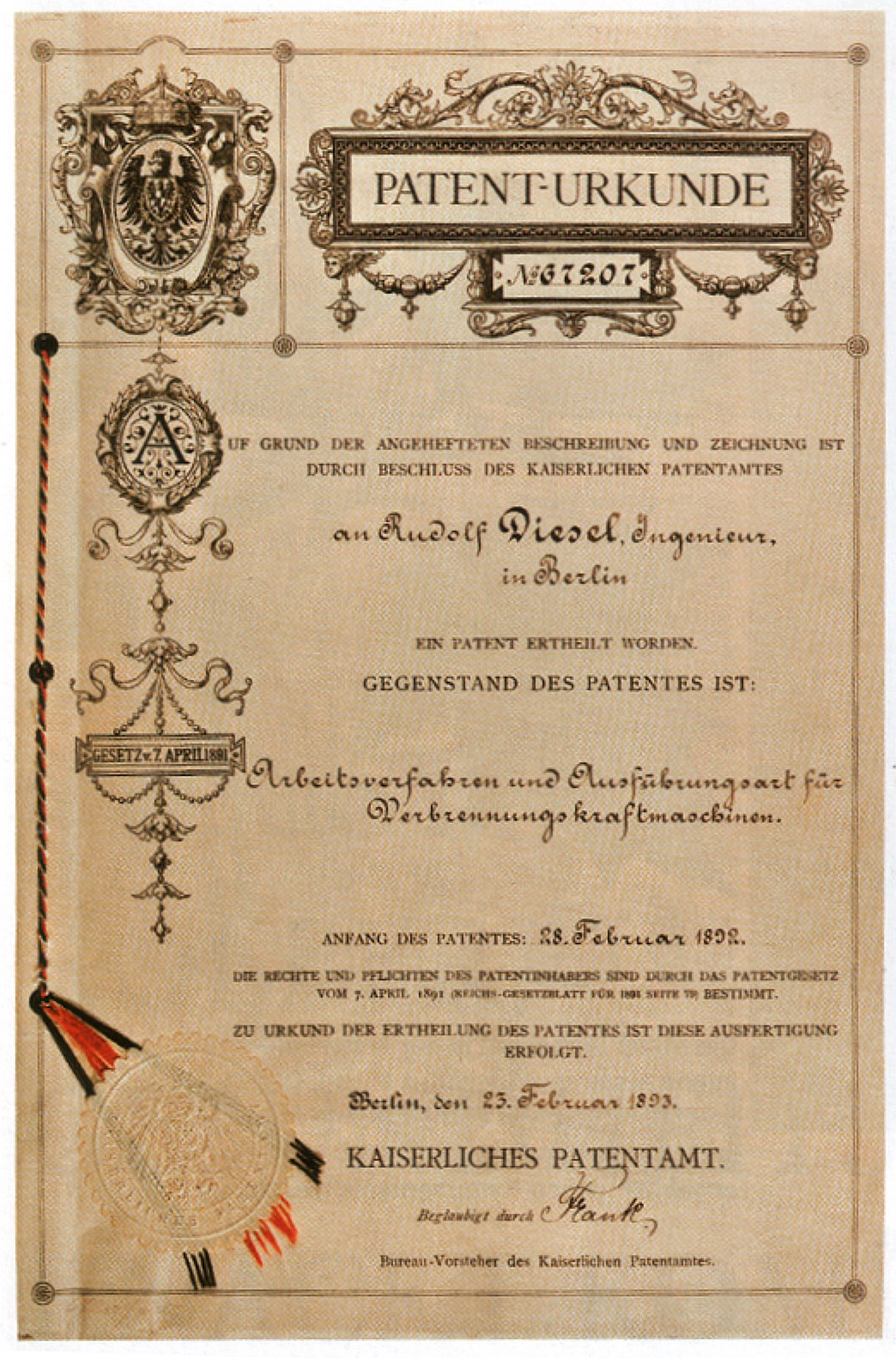
Brevet de 1893.

Durant la dernière décennie du XIXe siècle, il développe l'idée d'un moteur à allumage par compression. Il s'agit de chauffer le contenu d'un cylindre par une compression afin que le carburant qui y est injecté produise une combustion. La difficulté technique réside dans la fabrication de pistons très résistants, et dans la mise en place d'une injection qui survient exactement au bon moment. Il obtient un brevet pour ce procédé le 23 février 1893. De 1893 à 1897, Rudolf Diesel est financé par Heinrich von Buz, directeur de l'usine Maschinenfabrik Augsburg AG à Augsbourg, pour la réalisation de son moteur. Au début de 1897, il construit un prototype fonctionnel, qui deviendra le « moteur Diesel ». Son brevet est déposé sous le nom de « moteur à huile lourde », car c'est avec ce produit, alors très bon marché par rapport à l'essence, qu'il fonctionne. Les huiles lourdes sont des résidus de la distillation du pétrole brut après extraction des produits utilisés à l'époque : un tout petit peu d'essence, beaucoup de pétrole lampant et de produits de graissage (huiles et graisses). Pour la compression, il est tout d'abord obligé d'utiliser une machine à vapeur, puis arrive à s'en passer.
Le premier moteur commercialisé, présenté en 1900 à l'Exposition universelle de Paris, a une cylindrée de 1 960 cm3 tournant à 172 tr/min, et développe une puissance de 14,7 kW. Malgré son système d'injection par pompe à air, ce moteur a un rendement assez intéressant : CSE (consommation spécifique) de 335 g/kWh (à titre d'exemple, les poids-lourds les plus récents ont une CSE entre 250 et 200 g/kWh). En 1905, l'ingénieur suisse Alfred Büchi de la firme Sulzer invente le turbocompresseur pour les moteurs Diesel et en dépose le brevet en 1905. Le Français Lucien-Eugène Inchauspé (1867-1930), en 1924, invente de son côté la pompe à injection. Turbocompresseur et injection transforment l'invention de Diesel en un moteur performant. l'exploitation de ces inventions par Robert Bosch popularise ce type de moteur. La première automobile de tourisme à moteur Diesel commercialisée est la Mercedes 260D en 1936. Après-guerre, Fiat présente, en 1951, la 1900 Diesel, puis c'est au tour d'Austin avec la FX3 en 1956, enfin Peugeot produit avec Indenor la 403 diesel en 1959. Fiat révolutionnera le moteur Diesel en brevetant le système d'injection common rail inventé par sa filiale Magneti Marelli en 1996.
En 1893, Rudolf Diesel vend les droits sur ses brevets pour la Suisse à Sulzer. En juin 1897 est créée à Bar-le-Duc en France, la Société française des moteurs Diesel à combustion interne, avec un capital d'1 200 000 francs, dont la moitié des parts sociales est attribuée à Rudolph Diesel. Le faible coût du combustible de ce moteur le rendit économiquement intéressant pour la propulsion navale. C'est un navire marchand danois, le Selandia, qui en fut équipé le premier en 1912. En 1903, Frédéric Dyckhoff  adapte un moteur Diesel construit par Sautter-Harlé sur la péniche Le Petit Pierre, pour la navigation sur le canal de la Marne au Rhin.
Entre 1911 et 1912, il déclare que « le moteur Diesel peut être alimenté avec des huiles végétales et sera en mesure de contribuer fortement au développement de l'agriculture des pays qui l'utiliseront » et prédit que « l'utilisation d'huiles végétales comme combustible liquide pour moteurs peut sembler insignifiante aujourd'hui », mais que « ces huiles deviendront bientôt aussi importantes que le pétrole et le goudron de charbon ».

### Disparition

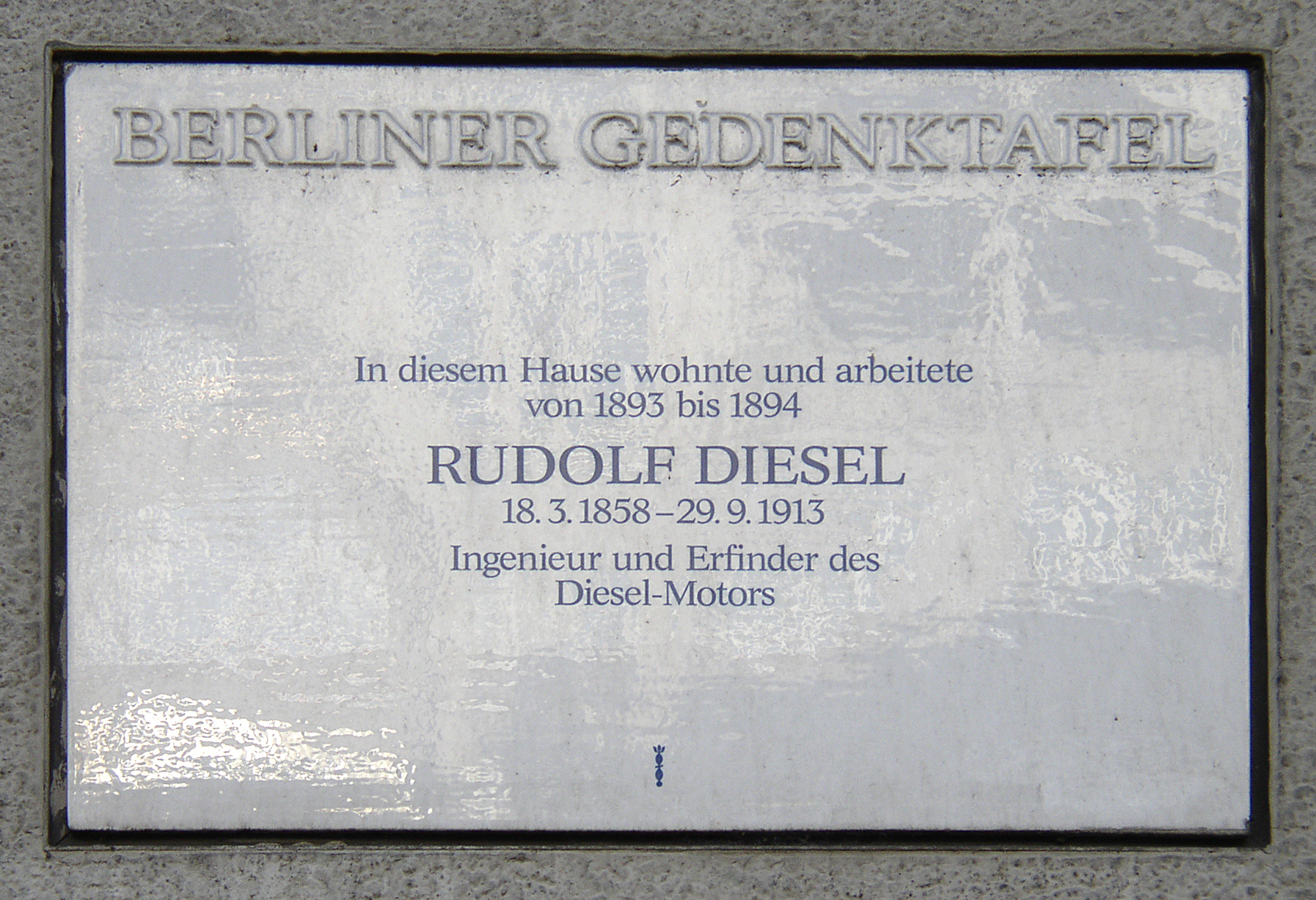
Plaque commémorative en l'honneur de Rudolf Diesel.

Rudolf Diesel disparaît dans des circonstances mystérieuses à bord du paquebot à vapeur britannique Dresden dans la nuit du 29 septembre 1913. Passager, il avait appareillé d'Anvers pour une réunion « Diesel Manufacturing Ltd » à Londres. Après avoir soupé avec ses collaborateurs, il se retire dans sa cabine vers 22 h, laissant pour consigne d'être réveillé le lendemain à 6 h 15. Ses collaborateurs trouvent le lendemain sa cabine vide et son lit non défait. Il n'a plus jamais été vu en vie depuis lors. Dix jours plus tard, l'équipage du bateau néerlandais Coertsen découvre le cadavre d'un homme flottant sur la mer. Le corps est dans un tel état de décomposition que le capitaine refuse qu'il soit transporté à bord. Néanmoins, les marins récupèrent des objets personnels (pilule, portefeuille, couteau de poche, lunettes) du défunt, puis le corps est abandonné à la mer. Le 13 octobre, ces objets sont identifiés par le fils de Rudolf, Eugen Diesel, comme appartenant à son père.
De nombreuses hypothèses ont été émises sur cette disparition, s'agissant d'un ingénieur allemand, auteur d'une invention déjà reconnue comme majeure et partant travailler en Angleterre pour l'amirauté britannique alors que les tensions internationales qui conduiront à la première guerre mondiale s'étaient déjà manifestées. Des théories complotistes remettent notamment en cause la thèse du suicide, évoquant la possibilité d'un assassinat par le complexe militaro-industriel. Peu de temps après sa disparition, son épouse Martha découvre dans un sac qu'il lui avait donné juste avant son départ, 200 000 marks allemands et des documents comptables qui indiquent que leurs comptes bancaires sont pratiquement vides, aussi cherchait-il à conclure de nouveaux contrats avec l'Angleterre et la France. Dans le journal que Rudolf Diesel avait emporté avec lui sur le bateau, une mystérieuse croix est dessinée sur la date du 29 septembre 1913 alors qu'il avait peu de temps auparavant écrit une lettre enjouée à sa femme.

## Œuvres
- Rudolf Diesel, Solidarismus: Natürliche wirtschaftliche Erlösung des Menschen, Oldenbourg, Berlin/München, 1903. ([PDF]).
- Solidarismus, 1903, réédition par l'éditeur Maro Verlag en 2007  (EAN 9783875124163).
- Rudolf Diesel, Theorie und Konstruktion eines rationellen Wärmemotors, Berlin, Springer, 1893, Munich, en ligne, sur le site du Deutsches Museum.

## Hommages
- (10093) Diesel, astéroïde.

### Filmographie
- L'Énigme Diesel, film documentaire de Christian Heynen, Allemagne/Grande-Bretagne/France, 2010, 55 min